# Ростов Велики
Вижте пояснителната страница за други значения на Ростов.
Росто̀в (на руски: Ростов), в миналото, както и от началото на 2025 г. - Ростов Велики (на руски: Ростов Великий), е град в Централна Русия, Ярославска област, административен център на Ростовски район.
Градът е разположен на северния бряг на езерото Неро. Има население от 30 406 жители според преброяването от 2021 г.
Ростов е сред най-древните руски градове. Той се споменава в текста за 862 година в известната Начална руска летопис. През периода от IX до XI век е център на Ростовската земя (княжество), повече известна с по-късното си име Владимиро-Суздалско княжество. Получава статут на град през 1777 година.
На територията на Ростов има 326 паметника на културата, третина от които са паметници от федерално значение. Включен е в списъка на историческите градове на РСФСР през 1970 г. Музеят-резерват „Ростовски кремъл“ е включен в списъка на особено ценните обекти на културното наследство на народите на Русия през 1995 г.
Ростов е туристически център по машрута на така наречения Златен пръстен на Русия, включващ забележителни средновековни градове в Централна Русия.

## Личности
- Юрий Билибин (1901 – 1952), руски геолог